# CC (Katze)

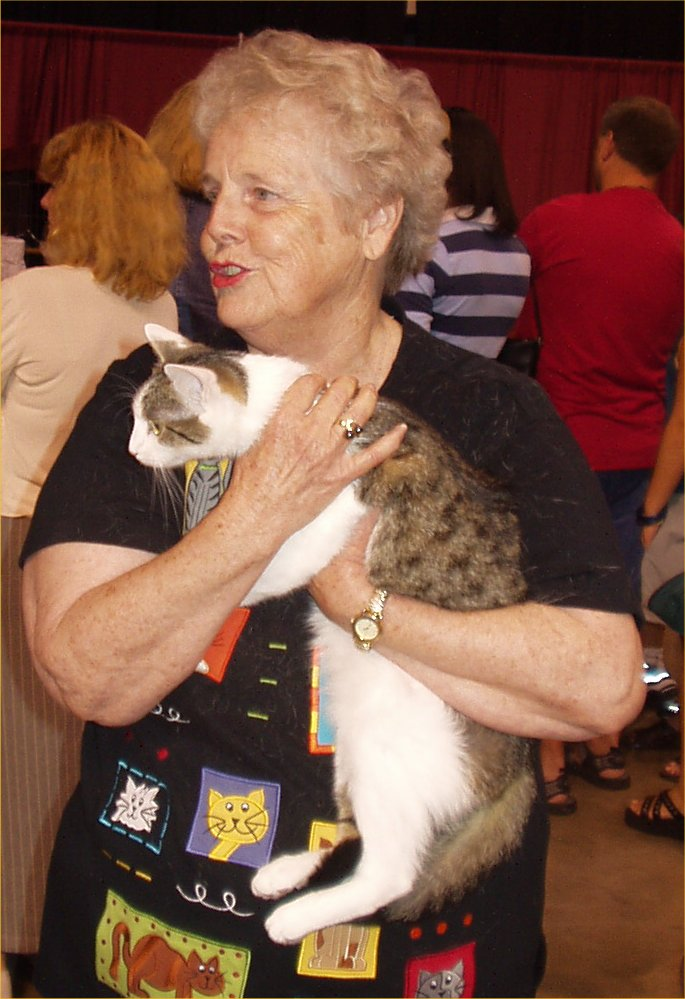
CC samt Halterin, Dezember 2003

CC (* 22. Dezember 2001, weiblich; † 3. März 2020 in College Station, Texas), kurz für Copy Cat (engl., etwa „Kopie-Katze“, aber auch „Nachahmer“), nach einer anderen Version für Carbon Copy (engl. für Durchschlag), war die erste geklonte Katze.
Ihre Leihmutter war getigert, ihre Klonmutter eine Schildpattkatze. CC war der einzige von 87 geklonten Embryonen, der überlebte. Sie wurde in der tiermedizinischen Fakultät der Texas A&M University geboren. Ihre Existenz wurde im Februar 2002 bekannt gegeben, nachdem ihre Lebensfähigkeit als gesichert gelten konnte. CC hat zwar dieselben Farbgene wie ihre Gen-Spenderin, aber wegen abweichender X-Inaktivierung eine andere Fellzeichnung.
Im September 2006 gebar CC drei natürlich gezeugte Kätzchen. Bis zu ihrem Tod lebte sie bei Duane Kraemer, einem Mitarbeiter des Projekts.
Das Projekt CC wurde von Mark Westhusin in Zusammenarbeit mit dem Koreaner Taeyoung Shin (신태영) durchgeführt und wurde vom Unternehmen Genetic Savings & Clone gesponsert, das sich durch das Klonen dahingeschiedener, aber liebgewonnener Haustiere einen lukrativen Markt versprach.
CC starb am 3. März 2020 in College Station, Texas.